# (8804) Eliason
Pour les articles homonymes, voir Eliason.
(8804) Eliason est un astéroïde de la ceinture principale.

## Description
(8804) Eliason est un astéroïde de la ceinture principale. Il fut découvert le 5 mai 1981 à l'Observatoire Palomar par Carolyn S. Shoemaker et Eugene M. Shoemaker. Il présente une orbite caractérisée par un demi-grand axe de 3,16 UA, une excentricité de 0,04 et une inclinaison de 12,9° par rapport à l'écliptique.

## Compléments